# Lentilly
Lentilly település Franciaországban, Rhône megyében. Lakosainak száma 6541 fő (2022. január 1.). Lentilly Fleurieux-sur-l'Arbresle, Pollionnay, Sourcieux-les-Mines, Sainte-Consorce, La Tour-de-Salvagny, Dommartin, Éveux, Lozanne és Marcy-l’Étoile községekkel határos.

## Népesség
A település népességének változása:
| Lakosok száma | 5289 | 5390 | 5628 | 5793 | 6137 | 6480 | 6510 | 6508 | 6541 |
|               | 2013 | 2015 | 2016 | 2017 | 2018 | 2019 | 2020 | 2021 | 2022 |